# Molenpoort (Hasselt)
Molenpoort is een plein in de Belgische stad Hasselt. Het plein is vernoemd naar een in 1895 afgebroken graanmolen.
Het plein ligt tussen de Demerstraat en de Isabellastraat en de Gasthuisstraat.
Aan de Molenpoort waren in de 19e eeuw enkele jeneverstokerijen gevestigd.
Aan het Molenpoortplein liggen enkele horeca-aangelegenheden en winkels, waaronder een Primark-filiaal. Onder het plein bevindt zich een parkeergarage van Q-Park.
In 2012 werden enkele fonteinen op het plein in gebruik genomen.

## Graanmolen
De graanmolen op het plein werd omstreeks de 13e eeuw door de graven van Loon gebouwd. De molen was een banmolen en maakte gebruik van het water van de Nieuwe Demer die tot halverwege de 20e eeuw op het Molenpoortplein te zien was. In 1894 kocht de stad Hasselt de molen op. Een jaar later werd deze afgebroken. Enkele molenstenen bevinden zich aan de ingang van het Hasselts begijnhof.